# Physopleurus
Physopleurus is een kevergeslacht uit de familie van de boktorren (Cerambycidae). De wetenschappelijke naam van het geslacht werd voor het eerst geldig gepubliceerd in 1869 door Lacordaire.

## Soorten
Physopleurus omvat de volgende soorten:
- Physopleurus amazonicus (Fragoso & Monné, 1995)
- Physopleurus crassidens (Bates, 1869)
- Physopleurus dohrnii Lacordaire, 1869
- Physopleurus erikae Santos-Silva & Martins, 2009
- Physopleurus exiguus Santos-Silva & Martins, 2003
- Physopleurus longiscapus Lameere, 1912
- Physopleurus maillei (Audinet-Serville, 1832)
- Physopleurus rafaeli Santos-Silva, 2006
- Physopleurus rugosus (Gahan, 1894)
- Physopleurus tritomicros Lameere, 1912
- Physopleurus villardi (Lameere, 1902)